# Черкасский, Бениямин Лазаревич
Бениями́н Ла́заревич Черка́сский (18 января 1934 — 31 марта 2007) — советский и российский учёный-эпидемиолог, академик РАМН (1999), доктор медицинских наук (1970), профессор (1978), Заслуженный деятель науки РФ (2002).

## Биография
В 1941 году с семьёй был эвакуирован в Ташкент, в 1947 году вернулся в Киев. В 1957 году окончил санитарно-гигиенический факультет Киевского медицинского института. В 1957—1962 годах работал главным врачом санитарно-эпидемиологической станции Олевского района Житомирской области УССР, в 1962—1963 — врачом-эпидемиологом Киевской областной СЭС.
С 1963 года — младший научный сотрудник, затем старший научный сотрудник и с 1970 года — заведующий лабораторией зоонозных инфекций Центрального НИИ эпидемиологии (Москва).
В 1962 году, работая в Олевском районе, защитил под руководством академика Л. В. Громашевского кандидатскую диссертацию на тему «Особенности эпидемиологии кори в сельской местности», в 1970 г. В ЦНИИ эпидемиологии — докторскую диссертацию «Проблема ликвидации сибирской язвы». С 1978 года — член Комитета экспертов ВОЗ по зоонозам и директор Сотрудничающего с ВОЗ центра по зоонозам. В 1999 году организовал и возглавил кафедру эпидемиологии медико-профилактического факультета послевузовского профессионального образования Московской медицинской академии им. И. М. Сеченова.
Б. Л. Черкасский опубликовал более 300 научных работ, в том числе 18 монографий, посвященных развитию теории эпидемического процесса, а также эпидемиологии отдельных инфекций, в особенности зоонозов — сибирской язвы, бешенства, сальмонеллезов, кампилобактериоза. Помимо Российской Федерации его труды опубликованы в Болгарии, Чехословакии, Швейцарии, Франции, Германии, Великобритании, США, Непале.
Б. Л. Черкасский с 1969 по 1990 год возглавлял Межведомственную научно-методическую комиссию по борьбе с сибирской язвой в СССР. Он член Экспертного Совета ВАК, заместитель главного редактора журнала «Эпидемиология и инфекционные болезни», председатель или член ряда научно-методических комиссий.
Значителен вклад Б. Л. Черкасского в развитие теории эпидемиологии. Он — автор фундаментальной социально-экологической концепции эпидемического процесса, трактующей его как организованную иерархическую целостную систему. Им также создано учение о предпосылках и предвестниках осложнения эпидемиологической ситуации. Эти концепция и учение служат теоретической основой рационализации эпидемиологического надзора за инфекционными болезнями. Разработанная им концепция эпизоотолого-эпидемиологического надзора за зоонозами способствовала совершенствованию профилактики и борьбе с этими инфекциями.
В области частной эпидемиологии особенно весом вклад Б. Л. Черкасского в развитие эпидемиологии и профилактики сибирской язвы: изучены особенности эпидемиологии этой инфекции в бывшем Советском Союзе, разработана медико-географическая типизация очагов, создана классификация неблагополучных пунктов, установлены причины угасания или активизации почвенных очагов инфекции. Им разработана и внедрена унифицированная система паспортизации сибиреязвенных очагов и создан Кадастр всех неблагополучных по сибирской язве населенных пунктов России. В многочисленных экспедициях им дана оценка эффективности сибиреязвенной вакцины СТИ при разных способах её введения, сформулированы рекомендации по рационализации схемы иммунизации, а также по экстренной профилактике сибирской язвы антибиотиками. В отдельных монографиях им охарактеризованы эпидемиология бешенства и сальмонеллезов.
Б. Л. Черкасский основатель научной школы: под его руководством выполнены 7 докторских и 23 кандидатских диссертации в СССР и за рубежом.
Похоронен на кладбище посёлка Малаховка (Люберецкий район).

## Награды
- Медаль имени Альберта Швейцера Европейского общества экологов (2004)
- Медаль «За заслуги перед отечественным здравоохранением» (2004).

## Основные труды
1. Черкасский Б. Л., Лаврова М. Я. Сибирская язва диких животных и проблема природной очаговости этой инфекции // Бюллетень Московского общества испытателей природы; Отдел биол. Т. LXXIV. Вып. 5. — М.: Изд-во МГУ, 1969. — С. 5-19.
2. Черкасский Б. Л. Перспективы ликвидации заболеваемости сибирской язвой в СССР // Сибирская язва в СССР и перспективы её ликвидации. — М., 1968. — С. 8-10.
3. Бургасов П. Н., Черкасский Б. Л., Марчук Л. М., Щербак Ю. Ф. Сибирская язва: монография. — М.: Медицина, 1970. — 128 с. — 5000 экз.
4. Черкасский Б. Л. Справочник населённых пунктов, неблагополучных по сибирской язве. — М., 1976. — 370 с.
5. Шляхов Э. Н., Черкасский Б. Л. Эпидемиология зооантропонозов. — Кишинев: Штиинца, 1980. — 232 с.
6. Черкасский Б. Л., Жанузаков Н. Ж. Сибирская язва: монография. — Алма-Ата: Кайнар, 1980. — 192, [80] с.
7. Черкасский Б. Л. Преобразование природы и здоровье человека. — М.: Мысль, 1981. — 176 с. (обл.)
8. Черкасский Б. Л., Сергиев В. П., Ладный И. Д. Эпидемиологические аспекты международной миграции населения. — М.: Медицина, 1984. — 208 с. (в пер.)
9. Черкасский Б. Л. Эпидемиология и профилактика бешенства. — М.: Медицина, 1985. — 288 с. (в пер.)
10. Черкасский Б. Л. Системный подход в эпидемиологии. — М.: Медицина, 1988. — 288 с. — ISBN 5-225-00148-3. (в пер.)
11. Черкасский Б. Л., Амиреев С. А., Кноп А. Г. Эпидемиологический надзор за зоонозами. — Алма-Ата: Наука КазССР, 1988. — 160 с. — (Медицина: теория и практика). — ISBN 5-628-00268-2.
12. Черкасский Б. Л. Эпидемиологический диагноз. — М.: Медицина, 1990. — 208 с. — (Б-ка практич. врача). — ISBN 5-225-01412-7. (обл.)
13. Черкасский Б. Л. Инфекционные и паразитарные болезни человека: Справочник эпидемиолога. — М.: Изд-во «Медицинская газета», 1994. — 624 с. — 15 000 экз. — ISBN 5-85290-003-6. (в пер.)
14. Покровский В. И., Черкасский Б. Л. Сальмонеллезы: Методические рекомендации / Центральный научно-исследовательский институт эпидемиологии Роспотребнадзора. — М., 1995. — 224 с. — (Интеллектуальные технологии).
15. Черкасский Б. Л. Особо опасные инфекции: Справочник. — М.: Медицина, 1996. — 160 с. — (Медицинские справочники). — ISBN 5-225-02736-9. (в пер.)
16. Таршис М. Г., Черкасский Б. Л. Болезни животных, опасные для человека. — М.: Колос, 1997. — 208 с. — ISBN 5-10-003333-9. (в пер.)
17. Черкасский Б. Л. с соавт. Прионы и прионные болезни. — М., 1998.
18. Черкасский Б. Л. с соавт. Противоэпидемическая практика. — М., 1998.
19. Черкасский Б. Л. Учение об эпидемическом процессе: учебное пособие. — М.: Минздрав России, 2000. — 176 с. — ISBN 5-7508-0216-7.
20. Черкасский Б. Л. Руководство по общей эпидемиологии. — М.: Медицина, 2001. — 560 с. — ISBN 5-225-04551-0. (в пер.)
21. Черкасский Б. Л. Эпидемиология и профилактика сибирской язвы. — М.: Интерсэн, 2002. — 384 с. — ISBN 5-89834-077-7.
22. Частная эпидемиология: В 2-х томах / Под ред. Б. Л. Черкасского. — М., 2002.
23. Черкасский Б. Л. Путешествие эпидемиолога во времени и пространстве: биография (Автобиография). — Воронеж, 2003. — 640 с. — ISBN 5-89981-3180-1. (в пер.)
24. Покровский В. И., Онищенко Г. Г., Черкасский Б. Л. Эволюция инфекционных болезней в России в XX веке: учебное пособие. — М.: Медицина, 2003. — 664 с. — 3000 экз. — ISBN 5-225-04805-6. (в пер.)
25. Покровский В. И., Киселёв О. И., Черкасский Б. Л. Прионы и прионные болезни / Рос. акад. мед. наук. — 2-е изд. — М.: Изд-во РАМН, 2004. — 384 с. — ISBN 5-7901-0038-4.
26. Черкасский Б. Л. с соавт. Трансмиссивные инфекции и инвазии. — М., 2005.
27. Черкасский Б. Л. Путешествие эпидемиолога во времени и пространстве. — 2-е изд., перераб. — М.: Практическая Медицина, 2007. — 512 с. — 1000 экз. — ISBN 5-98811-050-9. (в пер.)
28. Черкасский Б. Л. Риск в эпидемиологии. — М.: Практическая Медицина, 2007. — 480 с. — 1000 экз. — ISBN 5-98811-062-2. (в пер.)
29. Черкасский Б. Л. Глобальная эпидемиология. — М.: Практическая Медицина, 2007. — 448 с. — 2000 экз. — ISBN 978-5-98811-092-7. (в пер.)

### Цикл лекций
- Черкасский Б. Л. Правовые и этические аспекты противоэпидемической практики: Лекция / Моск. мед. акад. им. И.М. Сеченова, Мед.-профилакт. фак. последиплом. проф. образования (МПФ ППО), Каф. эпидемиологии. — М.: Минздрав России, 2000. — 40 с. — ISBN 5-7508-0210-8.
- Черкасский Б. Л. Предмет эпидемиологии: Лекция / Моск. мед. акад. им. И.М. Сеченова, Мед.-профилакт. фак. последиплом. проф. образования (МПФ ППО), Каф. эпидемиологии. — М.: Минздрав России, 2000. — 24 с. — ISBN 5-7508-0207-8.
- Черкасский Б. Л. Эпидемиологический метод: Лекция / Моск. мед. акад. им. И.М. Сеченова, Мед.-профилакт. фак. последиплом. проф. образования (МПФ ППО), Каф. эпидемиологии. — М.: Минздрав России, 2000. — 48 с. — ISBN 5-7508-0206-X.
- Черкасский Б. Л. Эпидемиологический надзор: Лекция / Моск. мед. акад. им. И.М. Сеченова, Мед.-профилакт. фак. последиплом. проф. образования (МПФ ППО), Каф. эпидемиологии. — М.: Минздрав России, 2000. — 24 с. — ISBN 5-7508-0204-3.
- Черкасский Б. Л. Эпидемиологическое обследование эпидемического очага: Лекция / Моск. мед. акад. им. И.М. Сеченова, Мед.-профилакт. фак. последиплом. проф. образования (МПФ ППО), Каф. эпидемиологии. — М.: Минздрав России, 2000. — 24 с. — ISBN 5-7508-0231-0.

### Редактор
- Даниэл, Милан. Тайные тропы носителей смерти = Daniel M. Taine stezry smrtonosu / М. Даниэл; Пер. с чеш. В. А. Егорова; Под ред. Б. Л. Черкасского. — М.: Прогресс, 1990. — 416 с. — 90 000 экз. — ISBN 5-01-002041-6. (обл.)